# وینس تیلور
وینس تیلور (متولد ۲۵ اوت ۱۹۵۶) یک بدنساز آمریکایی است.

## فعالیت‌های ورزشی
تیلور در طول دوران حرفه‌ای خود ۲۲ عنوان فدراسیون جهانی بدن‌سازی و تناسب‌اندام را به دست آورد که در رکورد جهانی گینس ثبت شد تا اینکه رونی کلمن با ۲۶ برد این رکورد را شکست.
تیلور با شش عنوان قهرمانی در مستر المپیا (۱۹۹۶، ۱۹۹۷، ۱۹۹۸، ۱۹۹۹–۲۰۰۱) رکورددار است.
او که یک نماد و اسطورهٔ بدنسازی بود، در سن ۵۰ سالگی با شرکت در مسابقات حرفه ای استرالیا در سال ۲۰۰۶ به این ورزش بازگشت و در آنجا مقام سوم را کسب کرد. او سپس به مستر المپیا ۲۰۰۶ رفت و یازدهم شد.
او در سال ۲۰۰۷ در آرنولد کلاسیک در مسابقاتی بسیار نزدیک مقام دهم را به دست آورد. تیلور همچنین در چندین نوار ویدئویی آموزشی مانند «تمرینات وینس تیلور» و «فراتر از استادان» ظاهر شد.
تیلور هم‌اکنون در پمبروک پاینز، فلوریدا زندگی می‌کند.